# Summerdown
Summerdown ist eine Siedlung im Wahlkreis Okorukambe in der Region Omaheke im Osten Namibias. Die Siedlung hat etwa 678 Einwohner. Summerdown liegt etwa 150 Kilometer nordnordwestlich der Regionalhauptstadt Gobabis.